# عنکبوت‌های جنوبی
عنکبوت‌های جنوبی (نام علمی: Penestomidae) نام یک تیره از عنکبوت‌ها است. عنکبوت‌های این تیره پیش از این جزئی از عنکبوت‌های مخملی به‌شمار می‌آمدند.
تنها سرده در خانواده عنکبوت‌های جنوبی، Penestomus است.